# Емельянов, Алексей Михайлович
Алексе́й Миха́йлович Емелья́нов (15 февраля 1935, дер. Выдранка, Ершичский район, Смоленская область — 11 июля 2009, Москва) — советский и российский экономист-аграрник и общественный деятель, доктор экономических наук (1982), профессор (1985), академик ВАСХНИЛ (1988), заслуженный деятель науки Российской Федерации (1995).

## Биография
Родился в семье колхозников, русский. Окончил с золотой медалью среднюю школу, затем экономический факультет МГУ и аспирантуру. С 1957 года работал в МГУ преподавателем, доцентом, заместителем заведующего кафедрой.
- 1961 — защитил кандидатскую диссертацию по теме «Хозяйственный расчёт и рентабельность в колхозах (вопросы теории и методологии)». Работал на кафедре политэкономии естественных факультетов МГУ.
- 1971—1981, 1983—1997 — заведующий кафедрой экономики и планирования сельского хозяйства/агроэкономики экономического факультета МГУ. Здесь защитил докторскую диссертацию по теме «Структурные сдвиги в аграрном секторе экономики» и получил звание профессора (1993—2003).
- осень 1985 — член-корреспондент ВАСХНИЛ по отделению экономики и организации сельскохозяйственного производства.
- июнь 1988 — избран академиком ВАСХНИЛ (ныне Российская академия сельскохозяйственных наук)
- 1989—1991 — народный депутат СССР (избран по Ленинскому территориальному избирательному округу № 1 г. Москвы), член Совета Союза Верховного Совета СССР, заместитель председателя Комитета по аграрной и продовольственной политике, входил в Межрегиональную депутатскую группу и группу депутатов-аграрников, член комиссии по Нагорно-Карабахской автономной области.
- 1989 — избран первым президентом Ассоциации крестьянских (фермерских) хозяйств и сельскохозяйственных кооперативов на её учредительном съезде.
- 1992 — на первых в истории «демократических» выборах на заседании расширенного Учёного совета баллотировался на пост ректора МГУ (именно его кандидатуру активно поддерживало и откровенно «продавливало» правительство Ельцина — Гайдара), но проиграл в первом туре; в итоге ректором был избран В. А. Садовничий.
- 1992—1995 — Член комиссии по государственным наградам при Президенте РФ
- 1993—1996 — депутат Государственной думы РФ первого созыва, избран от избирательного объединения «Выбор России» (вошёл в соответствующую фракцию), член Комитета по собственности, приватизации и хозяйственной деятельности.
- 1994—2000 — Президент-ректор, профессор кафедры финансов и отраслевой экономики (с 2000 года) Российской академии государственной службы при Президенте РФ.
- 1994—2000 — член Президентского совета.
- с 2000 г. до последних дней жизни — профессор кафедры финансов и отраслевой экономики РАГС.

Член КПСС с 1959 по август 1991 года.
А. М. Емельянов обосновал необходимость рыночных реформ в стране и российской деревне, формирования фермерских хозяйств в России. Создал научную школу экономистов-аграрников.
Его научные исследования посвящены проблемам хозрасчёта и рентабельности в аграрном секторе, социально-экономической структуры сельского хозяйства, взаимодействия разных форм хозяйствования и тенденции их развития, особенно в условиях реформирования аграрного сектора. Непосредственно занимался подготовкой законодательно-правовых актов по аграрным вопросам. Принимал активное участие в обсуждении проектов Земельного кодекса и Закона о рыночном обороте земель на разных этапах их подготовки.
Был соратником президента России Б. Н. Ельцина. Опубликовал около 300 научных работ, в числе которых 16 учебных пособий. Подготовил свыше 45 кандидатов и 5 докторов наук.
Читал лекции по экономике агропромышленного комплекса, продовольственной безопасности России, взаимодействию укладов в системе аграрной экономики, финансовому оздоровлению сельскохозяйственных предприятий.
Был женат (жена — инженер), сын — преподаватель политической экономии в Московском технологическом университете.
Умер 11 июля 2009 года в г. Москве после тяжёлой продолжительной болезни. Похоронен на Троекуровском кладбище.

## Награды
- Орден «За заслуги перед Отечеством» IV степени (2000) — за большой вклад в подготовку высококвалифицированных специалистов для государственной службы[3]
- Заслуженный деятель науки Российской Федерации (1995) — за заслуги в научной деятельности[4]
- Ломоносовская премия МГУ (1985) — за цикл работ по аграрной экономике.

## Основные труды
- «Методологические проблемы накопления и рентабельности в колхозах». — М.: Экономика, 1965. — 312 с.
- «Хозяйственный расчет в колхозах и совхозах». — М.: Колос, 1968. — 167 с.
- «Экономические и социальные проблемы индустриализации сельского хозяйства» (соавт., 1971)
- «Комплексная программа развития сельского хозяйства в действии» (соавт., 1977).
- Учебное пособие «Научно-технический прогресс и эффективность сельскохозяйственного производства» (соавт., 1979)
- «Экономика сельского хозяйства: учеб. для студентов экон. спец. вузов и ун-тов». — М.: Экономика, 1982. — 560 с.
- «Экономический механизм и укрепление экономики колхозов и совхозов» (1983)
- «Аграрная политика КПСС на современном этапе» (соавт., 1983)
- «Экономические и социальные проблемы реализации Продовольственной программы СССР: науч.-метод. пособие для преподавателей вузов и техникумов». — М.: Высш. шк., 1984. — 129 с.
- «Интенсивное развитие агропромышленного комплекса» (соавт., 1986)
- «Хозяйственный механизм в сельском хозяйстве социалистических стран» (соавт., 1988)
- «Экономические методы хозяйствования» (соавт., 1988)
- «Картографический подход в изучении территориальной организации сельского населения Ярославского Нечерноземья // Методика и опыт изуч. сел. поселений Нечерноземья». М., 1991. С. 29-32.
- «Истоки и уроки политики по отношению к хозяйствам населения // От ЛПХ-к крестьян. подворью, домохозяйству». Краснодар, 2000. С.102-112.
- «Реальное содержание споров о рыночном обороте земли и их скрытые мотивы // Зем. отношения в переход. период: политика, экономика и право». М., 2001. С. 20-30.
- «Земельный вопрос в системе российских реформ // Использ. и охрана природ. ресурсов в России». 2002. № 1-2. С. 84-90.
- «Сельская экономика: учеб.» / соавт.: С. В. Киселев и др.; Моск. гос. ун-т им. М. В. Ломоносова. — М.: ИНФРА-М, 2008. — 570 с.